# 파이어폭스 샌드

로고

파이어폭스 샌드(Firefox Send)는 모질라에서 개발한 자유-오픈 소스 단대단 암호화 파일 공유 웹 서비스이다. 2017년 8월 1일부터 2020년 7월 7일까지 운영되었다.

## 기능
파이어폭스 샌드를 사용하면 사용자는 최대 2.5GB의 대용량 파일을 포함한 컴퓨터 파일을 샌드 웹사이트에 업로드하여 파일에 액세스하고 다운로드할 수 있는 링크를 생성할 수 있다. 사용자는 링크의 만료 날짜나 최대 다운로드 수를 설정할 수도 있다.
서비스는 엔드투엔드 암호화되어 있어 업로더와 링크를 공유한 사람만 파일을 볼 수 있다.

## 역사
2017년 8월 1일, 모질라는 테스트 파일럿 프로그램을 통해 파이어폭스 샌드를 출시했다. 개발자는 종단 간 암호화된 데이터 동기화를 실험하기를 원했으며 이 서비스를 통해 일반적으로 브라우저에서 동기화되는 메가바이트와 달리 기가바이트 크기의 대용량 파일을 암호화해 볼 수 있었다.
파이어폭스 샌드는 2019년 3월 12일 대중에게 출시되었다. 2020년 7월 7일, 사이버 범죄자들이 이를 악용하여 악성 코드를 확산시키고 스피어 피싱 공격을 가했다는 사실이 발견된 후 서비스가 중단되었다. 개발자들은 이러한 문제를 어떤 형태의 인증도 부재하고 남용 보고 메커니즘이 부족하기 때문이라고 생각했다. 개발자들은 파일 업로드 및 악성 코드 보고 메커니즘 생성을 위해 파이어폭스 계정을 통해 필수 인증을 구현한 후 서비스를 재개할 계획이었다.
2020년 9월 17일, 모질라의 비즈니스 및 제품 재집중 계획의 일환으로 서비스가 파이어폭스 노츠(Firefox Notes)와 함께 영구적으로 종료되었다. 이번 폐쇄는 남용 방지 및 맬웨어 보고 메커니즘 구현을 담당할 직원이 포함되었을 가능성이 있는 8월 직원 해고에 따른 것이다.
2023년 7월 28일, 선더버드(Thunderbird)는 파이어폭스 샌드를 선더버드 샌드(Thunderbird Send)로 부활시키겠다고 발표했다.